# جرج پاجت تامسون

تمبر یادبود جرج تامسون - انتشار در سال ۲۰۰۱ - گینه

جرج پاجت تامسون (به انگلیسی: George Paget Thomson) (زاده ۳ مه ۱۸۹۲ – درگذشته ۱۰ سپتامبر ۱۹۷۵) پسر جوزف تامسون فیزیک‌دان انگلیسی است و خود جرج تامسون نیز یک فیزیک‌دان بود. وی در سال ۱۹۳۷ به علت کشف خواص موجی الکترون‌ها موفق به دریافت جایزه نوبل شد.

## زندگی
تامسون در کمبریج، انگلستان به دنیا آمد. وی پسر فیزیک‌دان انگلیسی جوزف تامسون بود که پدر وی نیز موفق به دریافت جایزه نوبل شده بود. تامسون به مدرسه پرسه در کمبریج رفت تا قبل از اینکه وی برای خواندن ریاضیات و فیزیک به ترینتی کالج در کمبریج برود تا وقوع جنگ جهانی اول در سال ۱۹۱۴. پس از مختصر خدمت در فرانسه او مشغول به کار در رشتهٔ آیرودینامیک در فارنبورو و جاهای دیگر مشغول شد. او از کمیسیون کاپیتان در سال ۱۹۲۰ استعفاء داد.
در سال ۱۹۲۴، تامسون با کاتلین بوچانان اسمیت، دختر کشیش جورج آدام اسمیت ازدواج کرد. آنها چهار فرزند داشتند که دوتا پسر و دوتا دختر بودند. کاتلین در سال ۱۹۴۱ درگذشت.

## شغل
پس از خدمت به‌طور خلاصه در جنگ جهانی اول تامسون در کمبریج شروع به کار کرد و سپس به دانشگاه آبردین انتقال پیدا کرد. جورج تامسون جایزه نوبل فیزیک را به‌طور مشترک در سال ۱۹۳۷ به دلیل کار در آبردین و کشف خواص موجی الکترون‌ها. این جایزه با کلینتون جوزف به‌طور مستقل به اشتراک گذاشته شد.
درحالی که پدرش به الکترون به عنوان یک ذره نگاه می‌کرد وی نشان داد که از آن می‌تواند مانند یک موج استفاده نماید. به گفته جان پاکینگورد، پدر به‌خاطر کشف ذره بودن الکترون برنده جایزه نوبل فیزیک شد و پسر، به‌خاطر کشف موج بودن الکترون.
در سال ۱۹۳۰ او به عنوان استاد در کالج امپریال منصوب شد. در اواخر سال ۱۹۳۰ و در طول جنگ جهانی دوم تامسون در فیزیک هسته‌ای متخصص شد و تمرکز کرد برای استفاده از آن در کارهای نظامی. به‌طور خاص تامسون که رئیس کمیته حیاتی لوسی مورد در سال‌های ۱۹۴۰ تا ۱۹۴۱ بود به این نتیجه رسید که ساخت بمب اتمی امکانپذیر است. بعدها وی کار بر روی انرژی هسته‌ای را ادامه داد، امّا آثاری در رابطه با آیرودینامیک و ارزش علم در جامعه نوشت.
تامسون تا سال ۱۹۵۲ در امپریال کالج ماند، زمانی که او برگشت به عنوان ریاست کوریس کریستی کالج کمبریج منصوب شد.
تامسون در سال ۱۹۴۳ به عنوان شوالیه منصوب گشت.